# Солмизација
Солмизација је систем приписивања различитог слога свакој ноти музичке скале . У употреби су различити облици солмизације који су се користили широм света, али солфеђо  је најчешћа конвенција у земљама западне културе.

## Преглед
Седам слогова који се обично користе за ову праксу у земљама западног света си: до, ре, ми, фа, сол, ла и си. У земљама енглеског говорног подручја користе се изрази до, ре, ми, фа, со, ла, ти (где су повишени тонови ди, ри, фи, си, ли, а снижени те, ле, се, ме, ра).
Сматра се да је Гвидо Аретински успоставио европску традицију солмизације. У Гвидовом делу Микрологус (1026) слогови ут – ре – ми – фа – со – ла изведени су из почетних слогова сваког од првих шест половичних редова прве строфе химне Ut queant laxis, текст која се приписује италијанском монаху и учењаку Павлу Ђакону  .   Ђовани Батиста Дони је познат по томе што је променио име ноте „Ут“ (C), преименујући је у „До“ (у низу „До Ре Ми ...“ познат као солфеђо). 
Византијска музика користи слогове изведене из грчког алфабета за именовање нота: почев од А, ноте су па (алфа), ву (бета, изговара се в на савременом грчком), га (гама), ди (делта), ке (епсилон), зо (зета), ни (ета)  .
У Шкотској, систему познатом као кантеракд ( "скандирање" ') је коришћен као средство комуницирања музике гајди усменим путем.
Свара солмизација Индије има порекло у ведским текстовима попут Упанишада, који расправљају о музичком систему од седам нота, који се остварује у ономе што је познато као саргам . У индијској класичној музици ноте иду редом: са, ре, га, ма, па, да и ни, и одговарају западном систему солфеђа. 
За музику Хан Кинеза речи које се користе за именовање нота су (од фа до ми): 上 ( сионг или шанг ), 尺 ( цеи или ћи ), 工 ( гонг ), 凡 ( хуан или фан ), 六( лио или лyу ), 五 ( нгоу или ву ), 乙 ( jик или jи ). Систем се користи у настави за читање са листа.
За јапанску музику, први ред Ирохе, древне песме која се користи као упутство за редослед традиционалних кана, користи се за солмизацију. Слогови који представљају ноте А, Х, Ц, Д, Е, Ф, Г су и, ро, ха, ни, хо, хе, то . Шакухаћи нотно писмо користи други систем солмизације који започиње „Фу Хо У“.
Јавански музичари изводе слогове из бројева : ђи - ро - лу - пат - ма - нем - пи . Ова имена настала су од поједностављања јаванских бројева сиђи, лоро, телу, папат, лима, енем, питу  на један слог. ( [Па] пат и пи [ту], што одговара 4 и 7, прескачу се у слендру )